# The Kinks Are the Village Green Preservation Society
| 전문가 평가                       | 전문가 평가 |
| 평가 점수                         | 평가 점수   |
| 출처                              | 점수        |
| --------------------------------- | ----------- |
| AllMusic                          | [ 1 ]       |
| Blender                           | [ 2 ]       |
| The Encyclopedia of Popular Music | [ 3 ]       |
| MusicHound Rock                   | 4.5/5       |
| The New Rolling Stone Album Guide | [ 5 ]       |
| Pitchfork                         | 9.5/10      |
| Sputnikmusic                      | 4/5         |
| The Times                         | [ 8 ]       |
| Tiny Mix Tapes                    | [ 9 ]       |
| Uncut                             | 9/10        |

《The Kinks Are the Village Green Preservation Society》는 영국의 록 밴드 킹크스의 여섯 번째 스튜디오 음반이다. 1968년 11월 22일에 발매된 《Village Green》은 해설자들에 의해 초기 콘셉트 음반으로 간주된다. 발매 당시 다소 판매된 이 음반은 영국이나 미국에서 차트에 오르지 못했지만 작곡으로 현대 비평가들의 찬사를 받은 밴드의 첫 번째 스튜디오 음반이었다. 이 음반은 미국의 새로운 언더그라운드 록 프레스에 의해 받아들여져 1960년대 중반의 팝 히트메이커에서 비평가들이 선호하는 컬트 밴드로 킹크스의 변신을 완성했다.

## 배경
1965년 7월, 킹크스는 미국 음악가 연맹에 의해 미국에서의 공연을 금지하는 블랙리스트에 올랐다. 금지로 이어진 상황은 불분명하지만 밴드의 첫 번째 미국 투어 중 몇 가지 사건으로 인한 것일 가능성이 높다. 레이 데이비스는 나중에 그것을 "악운, 악 관리 및 악행"의 조합으로 돌렸다. 킹크스의 최근 상업적 성공에도 불구하고, 밴드의 광범위한 투어 및 홍보 출연은 레이를 1966년 3월 신경 쇠약으로 이끌었다.

## 영감 및 구상
1966년 11월, 킹크스가 그들의 다음 음반인 《Something Else by the Kinks》의 세션을 시작하면서 레이는 그의 최신 작곡인 《Village Green》을 중심으로 통합된 LP를 구상하기 시작했다. 그는 시간이 지남에 따라 뮤지컬이나 팬터마임을 작곡하거나 라이브 밴드와 오케스트라가 함께하는 텔레비전 스페셜을 촬영하는 것을 포함하여 수많은 컨셉을 고려했다. 밴드는 그들이 잠재적인 솔로 음반이 킹크스 LP보다 더 적절하다고 생각한 후 《Something Else》를 작업하는 동안 이 아이디어를 보류했다. 레이는 1967년 초와 중반을 보내면서 그의 솔로 프로젝트가 어떤 형태를 취할 것인지에 대해 점점 더 생각하게 되었다. 6월에 발표된 보도 자료들은 그의 솔로 LP가 9월에 발매될 것이라고 발표했고, 7월과 8월의 잡지 기사들은 이 음반이 "오케스트라와 그런 것들", "아이디어와 노래들" 또는 "음악 이야기에 연결된 노래들"로 구성될 것이라고 보도했다.

## 곡 목록
모든 곡들은 레이 데이비스에 의해 작사/작곡하였다.
| #  | 제목                                       | 재생 시간 |
| -- | ------------------------------------------ | --------- |
| 1. | 〈The Village Green Preservation Society〉 | 2:49      |
| 2. | 〈Do You Remember Walter?〉                | 2:28      |
| 3. | 〈Picture Book〉                           | 2:38      |
| 4. | 〈Johnny Thunder〉                         | 2:33      |
| 5. | 〈Last of the Steam-Powered Trains〉       | 4:03      |
| 6. | 〈Big Sky〉                                | 2:49      |
| 7. | 〈Sitting by the Riverside〉               | 2:21      |

| #  | 제목                                   | 재생 시간 |
| -- | -------------------------------------- | --------- |
| 1. | 〈Animal Farm〉                        | 2:57      |
| 2. | 〈Village Green〉                      | 2:08      |
| 3. | 〈Starstruck〉                         | 2:22      |
| 4. | 〈Phenomenal Cat〉                     | 2:37      |
| 5. | 〈All of My Friends Were There〉       | 2:23      |
| 6. | 〈Wicked Annabella〉                   | 2:40      |
| 7. | 〈Monica〉                             | 2:13      |
| 8. | 〈People Take Pictures of Each Other〉 | 2:10      |

## 인증
| 국가                       | 인증 | 판매량/출하량 |
| -------------------------- | ---- | ------------- |
| 영국 (BPI)                 | 골드 | 100,000^      |
| ^출하량을 기반으로 한 인증 |      |               |